# Муравский, Валерий Фёдорович
Валерий Фёдорович Муравский (рум. Valeriu Muravschi; 31 июля 1949, с. Сирота, Оргеевский район, Молдавская ССР, СССР — 8 апреля 2020, Кишинёв, Республика Молдова) — советский и молдавский политический и государственный деятель, предприниматель. Премьер-министр Республики Молдова (1991—1992).

## Биография
В 1971 году окончил Кишинёвский политехнический институт имени Лазо.
Работал в Министерстве промышленности строительных материалов Молдавской ССР, где занимал должность главы отдела ценообразования (1980—1984), руководителя отдела финансов (1984—1988) и экономико-административного директора, руководителя экономических тенденций (1988—1990).
В 1990—1991 занимал должность вице-премьера, министра финансов в кабинете во главе с Мирчей Друк.
28 мая 1991 года был назначен премьер-министром Республики Молдова. Руководил кабинетом министров во время эскалации Приднестровского конфликта. 1 июля 1992 года президент Республики Молдова Мирча Снегур утвердил в должности премьер-министра Андрея Сангели. Назначение Андрея Сангели премьер-министром было условием «Конвенции Ельцин-Снегур», что обеспечило формирование правительства «примирения».

## Политическая деятельность
В 1999 году основал Национальную крестьянскую христианско-демократическую партию Молдовы, председателем которой был до 2002 года.
В 1998 году был избран членом парламента по спискам Блока за демократическую и процветающую Молдову во главе с Дмитрием Дьяковым. Валерий Муравский был главой Бюджетно-финансового комитета парламента Молдовы до 2001 года.
На парламентских выборах 2001 года был во главе списка Национальной крестьянской христианско-демократической партии, набрав 1,74 % и не стал депутатом.
Желая создать сильную политическую партию, способную успешно противостоять Партии Коммунистов Республики Молдова, Партия возрождения и согласия Молдовы, Социал-либеральный союз «Forța Moldovei» и Национальная Крестьянская Христианско-демократическая партия Молдовы 24 марта 2002 года объединились, создав Либеральную партию. В руководство партии вошли: Мирча Снегур — почётный председатель, Вячеслав Унтилэ — председатель, Михаил Северован, Анатолий Цэрану и Валерий Муравский — вице-председатели.

## Правительство Муравского
Правительство Валерия Муравского было утверждено до провозглашения независимости Молдавии в качестве правительства Советской Социалистической Республики Молдова.
| Должность                                                                              | Имя                | Партия       | Дата назначения | Дата освобождения |
| -------------------------------------------------------------------------------------- | ------------------ | ------------ | --------------- | ----------------- |
| Премьер-министр                                                                        | Валерий Муравский  | НФМ          | 28 мая 1991     | 27 августа 1991   |
| Вице-премьер-министры                                                                  |                    |              |                 |                   |
| Вице-премьер-министр, министр экономики, министр финансов                              | Константин Тампиза | Беспартийные | 28 мая 1991     | 27 августа 1991   |
| Вице-премьер-министр                                                                   | Михай Кошкодан     | Беспартийные | 28 мая 1991     | 27 августа 1991   |
| Министры                                                                               |                    |              |                 |                   |
| Государственный министр                                                                | Филипп Зубатый     | Беспартийные | 5 июня 1991     | 27 августа 1991   |
| Министр иностранных дел                                                                | Николай Цыу        | Беспартийные | 28 мая 1991     | 27 августа 1991   |
| Министр здравоохранения                                                                | Георгий Гидирим    | НФМ          | 28 мая 1991     | 27 августа 1991   |
| Министр промышленности и энергетики                                                    | Александр Барбу    | Беспартийный | 9 июля 1991     | 27 августа 1991   |
| Министр сельского хозяйства и пищевой промышленности                                   | Андрей Сангели     | АДПМ         | 28 мая 1991     | 27 августа 1991   |
| Министр культуры и религии                                                             | Ион Унгуряну       | НФМ          | 28 мая 1991     | 27 августа 1991   |
| Министр юстиции                                                                        | Алексей Барбэнягрэ | НФМ          | 28 мая 1991     | 27 августа 1991   |
| Министр национальной безопасности (председатель Комитета государственной безопасности) | Фёдор Ботнару      | Беспартийные | 28 мая 1991     | 27 августа 1991   |
| Министр внутренних дел                                                                 | Ион Косташ         | Беспартийные | 28 мая 1991     | 27 августа 1991   |

После провозглашения независимости Молдовы правительство стало считаться правительством Республики Молдова.
| Должность                                                                              | Имя                | Партия       | Дата назначения | Дата освобождения |
| -------------------------------------------------------------------------------------- | ------------------ | ------------ | --------------- | ----------------- |
| Премьер-министр                                                                        | Валерий Муравский  | НФМ          | 27 августа 1991 | 1 июля 1992       |
| Вице-премьер-министры                                                                  |                    |              |                 |                   |
| Вице-премьер-министр, министр экономики, министр финансов                              | Константин Тампиза | Беспартийные | 27 августа 1991 | 4 февраля 1992    |
| Вице-премьер-министр                                                                   | Михай Кошкодан     | Беспартийные | 27 августа 1991 | 1 июля 1992       |
| Министры                                                                               |                    |              |                 |                   |
| Государственный министр                                                                | Филипп Зубатый     | Беспартийные | 27 августа 1991 | 19 февраля 1992   |
| Государственный министр                                                                | Георгий Гусак      | Беспартийные | 19 февраля 1992 | 1 июля 1992       |
| министр экономики, министр финансов                                                    | Константин Тампиза | Беспартийные | 27 августа 1991 | 1 июля 1992       |
| Министр иностранных дел                                                                | Николай Цыу        | Беспартийные | 27 августа 1991 | 1 июля 1992       |
| Министр здравоохранения                                                                | Георгий Гидирим    | НФМ          | 27 августа 1991 | 1 июля 1992       |
| Министр промышленности и энергетики                                                    | Александр Барбу    | Беспартийные | 27 августа 1991 | 1 июля 1992       |
| Министр торговли и материальных ресурсов                                               | Тудор Слэнинэ      | Беспартийные | 24 февраля 1992 | 1 июля 1992       |
| Министр сельского хозяйства и пищевой промышленности                                   | Андрей Сангели     | АДПМ         | 27 августа 1991 | 1 июля 1992       |
| Министр молодёжи, спорта и туризма                                                     | Пётр Сандулаки     | Беспартийный | 24 февраля 1992 | 1 июля 1992       |
| Министр культуры и религии                                                             | Ион Унгуряну       | НФМ          | 27 августа 1991 | 1 июля 1992       |
| Министр юстиции                                                                        | Алексей Барбэнягрэ | НФМ          | 27 августа 1991 | 1 июля 1992       |
| Министр национальной безопасности (председатель Комитета государственной безопасности) | Фёдор Ботнару      | Беспартийные | 27 августа 1991 | 29 августа 1991   |
| Министр национальной безопасности (председатель Комитета государственной безопасности) | Анатолий Плугару   | Беспартийные | 29 августа 1991 | 1 июля 1992       |
| Министр внутренних дел                                                                 | Ион Косташ         | Беспартийные | 27 августа 1991 | 5 февраля 1992    |
| Министр внутренних дел                                                                 | Константин Анточ   | Беспартийные | 5 февраля 1992  | 1 июля 1992       |
| Министр обороны                                                                        | Ион Косташ         | Беспартийные | 5 февраля 1992  | 1 июля 1992       |

## Награды
- Орден Республики (15 октября 2021, посмертно) — в знак высокого признания особых заслуг перед государством, за значительный вклад в отстаивании интересов и продвижении имиджа Республики Молдова, выдающиеся профессиональные успехи, гражданскую инициативу и активное участие в содействии реформам, а также в связи с 30-й годовщиной провозглашения независимости Республики Молдова[2].
- Орден «Трудовая слава» (31 июля 1999) — за долголетнюю плодотворную деятельность в государственных органах, значительный вклад в социально-экономическое развитие республики и высокий профессионализм[3].